# Francis Beaufort
Francis Beaufort (Navan, 27 maggio 1774 – Hove, 17 dicembre 1857) è stato un ammiraglio, cartografo ed esploratore britannico, direttore dell'Ufficio idrografico della Royal Navy e inventore dell'omonima scala per la misurazione del vento.

## Biografia
Preferì il mare alla scuola, tanto che, dodicenne, s'imbarcò come marinaio. Durante le guerre napoleoniche, e in particolare dal 1796, comandò le imbarcazioni mercantili della Compagnia britannica delle Indie orientali. Nel 1805 gli venne assegnato il compito di delineare l'idrografia del Río de la Plata, in America Meridionale.
È a questo periodo che rimonta la prima versione della sua scala dei venti: suddivisa in dodici gradi d'intensità, essa descriveva la velocità del vento in base agli effetti che lo stesso produceva sia sulla superficie del mare, sia sui corpi natanti. Al rientro, nel 1808, il direttore del servizio idrografico, il noto cartografo Alexander Dalrymple, ne inviò un encomio all'Ammiragliato della marina militare britannica, e nel 1810 ricevette il grado di capitano.
Compì in seguito numerose esplorazioni, fra le quali, tra il 1811 e il 1812, quelle nelle coste dell'Anatolia, dove individuò importanti siti archeologici . Ma il suo lavoro fu interrotto vicino Adana da un attacco dei turchi. Tornato in Inghilterra, pubblicò, nel 1817, il volume dal titolo Karamania, in cui diede la descrizione dei suoi viaggi del Vicino Oriente e dei ritrovamenti .
Nel 1829 divenne il capo dell'Ufficio idrografico dell'Ammiragliato britannico, rimanendovi per 25 anni. In corrispondenza con Charles Darwin, gli permise di effettuare il viaggio con l'HMS Beagle, da cui sarebbe scaturita la teoria dell'evoluzione. Le osservazioni astronomiche condotte a Greenwich e al Capo di Buona Speranza furono poste sotto la sua amministrazione.
Diresse anche numerose esplorazioni. Fra queste, le più importanti furono quella di John Franklin, nel continente artico, alla ricerca del leggendario Passaggio a nord-ovest, e quella di James Clark Ross per la misurazione del campo geomagnetico. Il suo nome, non a caso, è stato dato a diversi luoghi, come il Mare di Beaufort nel Mar Glaciale Artico e all'Isola di Beaufort nei mari antartici.
Tra i fondatori della Royal Geographical Society e socio della Royal Society di Londra, Beaufort si ritirò dal servizio nell'ottobre 1846, all'età di 72 anni, con il grado di contrammiraglio.